# Șopârlița (gmina)
Șopârlița – gmina w Rumunii, w okręgu Aluta. Obejmuje tylko jedną miejscowość Șopârlița. W 2011 roku liczyła 1279 mieszkańców.